# セバスティアン・ド・リュクサンブール (1992-)
セバスティアン・アンリ・マリー・ギヨーム・ド・リュクサンブール（フランス語：Sébastien Henri Marie Guillaume de Luxembourg, 1992年4月16日 - ）は、ルクセンブルクのアンリ大公とキューバ出身の妻マリア・テレサ大公妃の四男。

## 略歴
セバスティアンはアンリ大公夫妻の5人いる子供たちの中の末子で、少し歳の離れた3人の兄ギヨーム大公子、フェリックス大公子、ルイ大公子と、1歳年上の姉アレクサンドラ大公女がいる。洗礼の代父母は長兄のギヨームと父の従妹のベルギー王女アストリッドが務めた。
2006年、三兄ルイが問題があるとされた結婚に際して大公位継承権を放棄したため、セバスティアンは大公位継承順位第3位となったが、2011年6月、父アンリ大公によって継承権が変更され、姉アレクサンドラにも継承権が与えられたために、再び第4位（現在は8位）となった。
イギリスの寄宿学校アンプルフォース校（Ampleforth College）で学んだことがあり、現在は国許のインターナショナル・スクール・オブ・ラクセンバーグ（International School of Luxembourg）に通っている。
| 上位 アレクサンドラ ルクセンブルク大公女 | ルクセンブルク大公位継承権者 継承順位第9位 | 下位 ギヨーム（1963年生） ルクセンブルク大公子 |